# HLX-1
ESO 243-49 HLX-1, abbreviato HLX-1 (dove HLX-1 sta per Hyper-Luminous X-ray source 1) è un buco nero di massa intermedia che giace nella galassia ESO 243-49, situata nella costellazione della Fenice a quasi 290 milioni di anni luce dalla Terra.
Il buco nero è situato lungo il piano galattico, alla sua periferia.
Ha una massa equivalente a 20.000 masse solari. Si ritiene che sia quanto resta di una galassia nana entrata in collisione con ESO 243-49, evento conclusosi probabilmente meno di 200 milioni di anni fa. Intorno alla regione del buco nero si è formato un ammasso di giovani stelle, frutto dell'attività di formazione stellare innescatosi in conseguenza dello scontro.